# Cantón de Mirebeau-sur-Bèze
El cantón de Mirebeau-sur-Bèze era una división administrativa francesa, que estaba situada en el departamento de Côte-d'Or y la región de Borgoña.

## Composición
El cantón estaba formado por veintiún comunas:
- Arceau
- Beaumont-sur-Vingeanne
- Beire-le-Châtel
- Belleneuve
- Bèze
- Bézouotte
- Blagny-sur-Vingeanne
- Champagne-sur-Vingeanne
- Charmes
- Cheuge
- Cuiserey
- Jancigny
- Magny-Saint-Médard
- Mirebeau-sur-Bèze
- Noiron-sur-Bèze
- Oisilly
- Renève
- Savolles
- Tanay
- Trochères
- Viévigne

## Supresión del cantón de Mirebeau-sur-Bèze
En aplicación del Decreto n.º 2014-175 de 18 de febrero de 2014, el cantón de Mirebeau-sur-Bèze fue suprimido el 22 de marzo de 2015 y sus 21 comunas pasaron a formar parte del nuevo cantón de Saint-Apollinaire.